# Долина реки Нара
Долина реки Нара — государственный природный заказник (комплексный) регионального (областного) значения Московской области, целью которого является сохранение ненарушенных природных комплексов, их компонентов в естественном состоянии; восстановление естественного состояния нарушенных природных комплексов, поддержание экологического баланса. Заказник предназначен для:
- сохранения и восстановления природных комплексов;
- сохранения местообитаний редких видов растений и животных.

Заказник основан в 1987 году. Местонахождение: Московская область, Наро-Фоминский городской округ, , сельское поселение Атепцевское, 0,5 км к востоку от деревни Романово; к югу от деревни Курапово, в непосредственной близости, на юге граница заказника совпадает с границей Московской и Калужской областей. Площадь заказника составляет 378,77 га. Заказник включает кварталы 83, 84, 85 Каменского участкового лесничества Наро-Фоминского лесничества, а также квартал 82, за исключением его западной и юго-западной частей, отделенных от основной части квартала землями сельскохозяйственного назначения. Для предотвращения неблагоприятных антропогенных воздействий на заказник на прилегающих к нему территориях создана охранная зона, площадь которой составляет 21,61 га. Охранная зона представляет собой полосу шириной 20 м, проходящую вдоль границы заказника; на юге, где граница заказника примыкает к границе Московской и Калужской области, охранная зона отсутствует.

## Описание
Территория заказника расположена на западе Москворецко-Окской возвышенности в зоне распространения моренных и озерно-водноликовых, а также долинно-зандровых равнин. Абсолютные высоты территории изменяются от 142 м над уровнем моря (отметка меженного уровня воды в реке Наре на южной границе заказника) до 204 м над уровнем моря (отметка на привершинной части склона моренного холма на западной границе заказника). Кровля дочетвертичного фундамента местности представлена верхнеюрскими глинами, известняками и доломитами среднего карбона, а также неогеновыми песками с прослоями песчаников и глин.
Территория заказника включает участки моренной и озерно-водноледниковой равнины и фрагмент долины реки Нары в её среднем течении. Наиболее возвышенное положение в заказнике занимают моренные холмы и гряды, склоны которых входят в границы территории её восточной и западной оконечностях. Ниже залегают поверхности волнистых моренных равнин, сложенные покровными суглинками на валунно-суглинистой морене, и плоские озерно-водноледниковые равнины, сложенные суглинками, песками, алевритами и глинами озерно-водноледникового генезиса. Уклоны междуречных равнин изменяются от 1—2 градуса на плоских субгоризонтальных участках до 5—7 градусов на склонах холмов и гряд.
Долина реки Нары, прорезающая междуречные равнины заказника с северо-запада на юго-восток, включает участки надпойменных террас и пойму. Поверхности надпойменных террас сложены песчано-супесчаными древнеаллювиальными отложениями, перекрытыми с поверхности покровными (на площадках) или делювиальными (на бортах) суглинками. Склоны террас имеют крутизну от 7—10 градусов до 30—60 градусов и прорезаются многочисленными балками и оврагами, по днищам которых текут постоянные и временные водотоки. Ширина овражно-балочных форм — 20—40 м и более, высота бортов 2—5 м, крутизна — 20—40 градусов. В днищах эрозионных форм — пролювиальные пески с щебнем, валунами и глыбами. На поверхностях бортов террас и эрозионных форм отмечаются активные делювиальные процессы, в местах подтока грунтовых вод действуют оползни, на наиболее крутых участках формируются обвально-осыпные стенки. На склонах долины и на пойме часто вскрываются известняковые отложения.
Пойменные поверхности реки Нары в заказнике представлены как фрагментами узких подсклоновых пойм шириной от 1—2 м, так и широкими плоскими, слабоволнистыми и волнистыми поймами шириной до 80—110 м. Высоты пойменных поверхностей составляют 1-2 м над руслом реки Нары. Местами отмечаются старичные понижения глубиной около 0,5—1 м, шириной 10 м. Поверхности пойм сложены песчано-супесчаными и суглинистыми аллювиальными отложениями.
Гидрологический сток в заказнике направлен в реку Нару (левый приток Оки). Длина участка русла реки в границах заказника составляет около 1,5 км, ширина реки — 15—25 м, глубина, как правило, небольшая — 0,5—1 м. Дно реки — глыбисто-песчаное или щебнисто-глыбистое, местами отмечаются каменистые пороги. Скорость течения в реке — 0,2—0,3 метров в секунду. В долине реки Нары вскрываются многочисленные сочения и родники, питающие ручьи, которые протекают по днищам эрозионных форм. Местами водотоки, текущие по выходам известняков в крутых балках, образуют небольшие водопады.
Почвенный покров территории представлен преимущественно дерново-подзолистыми и дерново-подзолисто-глеевыми почвами на суглинистых отложениях. На пойме реки Нары сформировались аллювиальные светлогумусовые и аллювиальные темногумусовые почвы.

### Флора и растительность
Растительный покров заказника представлен елово-широколиственными широкотравными лесами со значительным участием дуба черешчатого (диаметр 35—100 см) и липы мелколистной, а также клёна платановидного (до 50 см), вяза гладкого и вяза шершавого (ильма) (диаметр около 40 см); в левобережной части заказника велика также роль березы и осины. В пойменной части реки Нары, а также по оврагам и балкам встречаются сероольшаники влажнотравные и пойменные луга.
В елово-широколиственных широкотравных лесах левобережья реки Нары в составе древостоя (80—100 лет) широколиственные породы составляют примерно 20—30 процентов, существенную роль играют береза (диаметр до 60 см) и осина (до 80 см). Диаметр ствола ели 40—80 см. Местами ель, липа и клен формируют второй ярус древостоя. Кустарниковый ярус разрежен и образован лещиной обыкновенной, жимолостью лесной и бересклетом бородавчатым, изредка встречаются крушина ломкая, калина обыкновенная и волчеягодник обыкновенный, или волчье лыко (редкий и уязвимый вид, не включенный в Красную книгу Московской области, но нуждающийся на территории области в постоянном контроле и наблюдении).
Травяной покров этих лесов заказника широкотравный, есть участки папоротниково-широкотравные и кислично-широкотравные. В травостое участвуют: сныть обыкновенная, медуница неясная, копытень европейский, зеленчук жёлтый, звездчатки жестколистная и дубравная, бор развесистый, пролесник многолетний, подмаренник душистый, чина весенняя, лютик кашубский, купена многоцветковая, ландыш майский, хвощ лесной, горошек лесной, кочедыжник женский, щитовник мужской, дудник лесной, живучка ползучая, осока лесная, борец северный, воронец колосистый, вороний глаз четырёхлистный, кислица обыкновенная, мерингия трехжилковая, золотарник обыкновенный.
Интерес представляют участки елово-липово-березового леса с немногочисленными старыми осинами, диаметр стволов которых достигает 70—80 см. В подросте отмечены клен и оба вида вяза. Сомкнутость крон здесь достигает 70—80 процентов. Покрытие травостоя, где преобладают медуница, осока волосистая и зеленчук, составляет 10—15 процентов. Здесь также встречаются воронец колосистый, сныть, щитовник мужской, ожика волосистая и перловник поникший.
На лесных полянах среди лесов и на опушках растут клевер гибридный и пашенный, герань луговая, тимофеевка луговая, вербейник и обыкновенный и монетчатый, чина луговая, полынь обыкновенная, нивяник обыкновенный, овсяницы луговая и красная, буквица лекарственная, марьянник луговой, колокольчик раскидистый, вероника дубравная, подмаренник мягкий, короставник полевой, василек луговой, тысячелистник обыкновенный, лапчатка прямостоячая, осока мохнатая, живучка ползучая, земляника лесная, ястребинка зонтичная, вейник наземный, а также колокольчик персиколистный, пальчатокоренник Фукса и любка двулистная — виды, являющиеся редкими и уязвимыми таксонами, не включенные в Красную книгу Московской области, но нуждающиеся на территории области в постоянном контроле и наблюдении.
На склонах террас и междуречной равнины в травяном покрове лесов преобладает осока волосистая, встречаются кислица обыкновенная и осока пальчатая.
На территории заказника имеются вырубки 15—25-летней давности, поросшие молодняками из березы, липы, клёна платановидного, старых лещин древовидной формы, ивы козьей (местами в большом количестве), в качестве примеси участвуют дуб, ель и вяз.
В небольшом количестве на обоих берегах среди леса есть высокотравные поляны или участки молодого леса с большим количеством козьей ивы в древостое. Эти участки, возможно, ранее использовались под загоны для скота или огороды.
В северной части заказника на междуречных склонах и террасах реки Нары в лесу часто встречаются небольшие, а местами крупные скопления лунника оживающего (вид, занесенный в Красную книгу Московской области), где он доминирует в растительном покрове. Популяция лунника здесь многочисленная, отмечено хорошее плодоношение и присутствие его молодых особей.
В лесах сырых и влажных местообитаний на террасах значительную роль играют влаголюбивые виды: таволга вязолистная, чистец лесной, яснотка крапчатая, бутень ароматный, лютик ползучий, крапива двудомная, гравилат речной, а также купальница европейская и колокольчик широколистный (виды, являющиеся редкими и уязвимыми, не включенными в Красную книгу Московской области, но нуждающимися на территории области в постоянном контроле и наблюдении).
На сырых участках террас и оползневых тел формируются разреженные участки сероольшаников с черемухой и хмелем с густыми зарослями из крапивы двудомной, таволги вязолистной, бодяка огородного, крестовника приречного.
По балкам и сырым ложбинам на террасах левого берега распространена черемуха, иногда встречаются ива пепельная и смородина чёрная.
В правобережной части заказника обширные пространства занимают старые елово-широколиственные леса с разным соотношением ели и лиственных деревьев. Ель составляет в настоящее время около 30 процентов основного яруса древостоя. Среди лиственных пород на склонах правобережья преобладают липа и клен платановидный, меньшее количество (местами до 10—20 процентов древесного яруса) приходится на дуб черешчатый, осину, серую ольху, березу бородавчатую, местами встречается вяз. Высота древостоя достигает более 25—30 м; диаметр дубов — 80—120 см, кленов и лип — до 60—80 см. В верхних частях крутых склонов единично попадаются старые сосны. В подросте преобладает липа, встречаются клен, вяз, на наиболее дренированных участках в небольшом количестве ель и дуб. Подлесок представлен жимолостью лесной, бересклетом бородавчатым, крушиной ломкой и волчеягодником обыкновенным. В травяном покрове участвуют обычные виды широкотравья, папоротники, кислица обыкновенная. В этих лесах изредка встречается подлесник европейский (вид, занесенный в Красную книгу Московской области, в отдельные годы здесь находили трутовик разветвленный (вид, занесенный в Красную книгу Российской Федерации и Красную книгу Московской области).
По склонам на выходах известняков в местах сочения грунтовых вод встречаются небольшие участки «висячих болот», покрытые ковром зеленых мхов и печеночников со специфическим набором трав — вероникой ключевой, кипреями волосистым и розовым, чистецом болотным.
На пологих участках высокой поймы представлены злаково-разнотравные луга, по правобережью — в основном на севере, по левобережью — в центральной части заказника. В луговых травостоях много клевера лугового, среднего и ползучего, василька лугового, буквицы лекарственной, ежи сборной, тимофеевки луговой, мятлика лугового, овсяницы луговой, репешка обыкновенного. Встречаются также пырей ползучий, колокольчик скученный, нивяник обыкновенный, василек шероховатый, девясил иволистный, кульбаба шершавоволосистая, короставник полевой, подорожник ланцетный, свербига восточная, коровяк чёрный, василистник простой, душица обыкновенная, земляника лесная, горошек заборный, ромашка непахучая, или трехреберник, щавель кислый, пикульник красивый, лютик едкий, зверобой пятнистый, первоцвет весенний, а также купальница европейская и колючник Биберштейна — виды, являющиеся редкими и уязвимыми таксонами, не включенные в Красную книгу Московской области, но нуждающиеся на территории области в постоянном контроле и наблюдении.
В прирусловой части также встречаются: подмаренник приручейный, крестовник приречный, таволга вязолистная, кострец безостый, эхиноцистис лопастной. По более влажным местам заметно зарастание лугов опушечной и бурьянной растительностью — крапивой двудомной, бутенями ароматным и клубненосным, иван-чаем, бодяками полевым и огородным.
Вдоль русла реки Нары растут ивы — трехтычинковая, пепельная и ломкая. В воде много водных растений: рдест пронзеннолистный, сусак зонтичный, у берегов — кубышка жёлтая, ряска малая и другие.

### Фауна
Заказник представляет собой крупный относительно малонарушенный природный массив, в котором присутствуют разнообразные типы местообитаний, что способствует его высокому фаунистическому разнообразию и высокой численности многих видов, здесь обитающих. Среди видов, отмеченных в составе фауны заказника, присутствует целый ряд редких и охраняемых.
Основу фаунистического комплекса здесь составляют типичные обитатели лесных сообществ Средней полосы России. Отсутствие синантропных видов свидетельствует о высокой степени сохранности данного объекта.
В заказнике отмечено обитание около 57 видов наземных позвоночных животных, трех видов амфибий, четырёх видов рептилий, 32 вида птиц, и 18 видов млекопитающих.
В водотоке заказника — реке Наре — встречается 11 видов рыб: помимо обычных и широко распространенных видов — щуки, окуня, плотвы, пескаря, уклеи — здесь обитают и редкие и уязвимые в области виды: весьма высока численность голавля, нередки щиповка и жерех; в небольшом количестве обитает елец, крайне редко и локально встречается линь. В речных заводях встречается серебряный карась.
На территории заказника выделяется четыре основных зоокомплекса (зооформации) наземных позвоночных животных: зооформация хвойных лесов, зооформация лиственных лесов, зооформация лугово-опушечных местообитаний, зооформация водных и околоводных местообитаний.
Абсолютно преобладают в заказнике лесные зооформации.
Типичными представителями зооформации хвойных лесов, населяющих хвойные леса, а также смешанные леса с преобладанием хвойных пород, являются таёжные и «хвойнолюбивые» виды — лось, обыкновенная белка, рыжая полёвка, лесная куница, большой пёстрый дятел, жена, ворон, сойка, рябинник, пеночка-трещотка, поползень, пухляк. Встречается также серая жаба. В таких лесах обитают охраняемые виды, занесенные в Красную книгу Московской области — кедровка и обыкновенная гадюка. В пределах данной зооформации распространены довольно крупные поселения рыжих лесных муравьев. На лесных полянах, преимущественно — со слабозадернованным песчаным грунтом — встречается веретеница ломкая (вид, занесенный в Красную книгу Московской области).
Зооформация лиственных лесов — широколиственных, мелколиственных, смешанных лесов с преобладанием лиственных пород — занимает в пределах заказника значительные площади. Здесь встречаются как виды — обитатели лиственных лесов различных типов, так и представители неморальной фауны — связанные с широколиственными лесами. В составе фауны здесь встречаются следующие виды позвоночных животных: малая лесная мышь, кабан, лесной конёк, зяблик, малый пёстрый дятел, обыкновенная лазоревка, чечевица, обыкновенный соловей, чёрный и певчий дрозды, большая синица, пеночка-весничка, зарядка; в пределах данной зооформации встречается также европейская косуля (редкий и уязвимый вид, не включённый в Красную книгу Московской области, но нуждающийся на территории области в постоянном контроле и наблюдении) и седой дятел (вид, занесенный в Красную книгу Московской области). Лиственные леса населяет и обыкновенный уж, вид, занесённый в Красную книгу Московской области, наиболее обычный в тенистых оврагах. С широколиственными лесами заказника связаны и охраняемые в области виды насекомых — цикада горная и бронзовка мраморная (виды, занесённые в Красную книгу Московской области).
Во всех лесных экосистемах заказника встречаются обыкновенная бурозубка, обыкновенный крот, пеночка-теньковка, зелёная пересмешка, славка-черноголовка, зяблик. Во влажную погоду становятся многочисленны травяная и остромордая лягушки.
Зооформация лугово-опушечных местообитаний имеет в пределах заказника локальное распространения и связана преимущественно с его граничными участками, лугами по реке Наре, а также (в меньшей степени) с лесными полянами. Здесь обычны следующие виды: полевая мышь, серые полёвки, канюк, белая трясогузка, луговой чекан, обыкновенная овсянка, живородящая ящерица, предпочитающая хорошо прогреваемые слабозадернованные участки. Встречается чёрный коршун (вид, занесённый в Красную книгу Московской области). В пределах данной зооформации встречаются редкие в области виды бабочек — многоцветница с-белое, адмирал; по берегу реки Нары летает орденская лента голубая (редкие и уязвимые виды, не включенные в Красную книгу Московской области, но нуждающиеся на территории области в постоянном контроле и наблюдении).
Водотоки заказника и их берега являются местами обитания речного бобра, ондатры, водяной полёвки, американской норки и серой цапли. Здесь также обитает и охраняемый в области вид млекопитающих — речная выдра. С обвально-осыпными стенками берегов реки Нары экологически связан и охраняемый в Московской области обыкновенный зимородок.
Повсеместно встречаются обыкновенная лисица и заяц-беляк.

### Охранная зона
Территория охранной зоны заказника расположена на западе Москворецко-Окской возвышенности в зоне распространения моренных и озерно-водноликовых, а также долинно-зандровых равнин. Абсолютные высоты территории изменяются от 144 м над уровнем моря (отметка меженного уровня воды в реке Наре) до 204 м над уровнем моря (отметка на привершинной части склона моренного холма). Кровля дочетвертичного фундамента местности представлена верхнеюрскими глинами, известняками и доломитами среднего карбона, а также неогеновыми песками с прослоями песчаников и глин.
Территория включает участки моренной и озерно-водноледниковой равнины и фрагмент долины реки Нары в её среднем течении, аналогичные тем, что входят в границы заказника. Гидрологический сток в охранной зоне заказника направлен в реку Нару.
Почвенный покров территории охранной зоны представлен в основном дерново-подзолистыми и дерново-подзолисто-глеевыми почвами на суглинистых отложениях. На пойме реки Нары сформировались аллювиальные светлогумусовые и аллювиальные темногумусовые почвы.
В охранной зоне, узкой полосой проходящей вдоль границы заказника, распространены те же основные экосистемы, характерные и для территории заказника — елово-широколиственные и мелколиственные леса с преобладанием ели, березы, осины, дуба черешчатого, липы и клёна платановидного в древесном ярусе.
В северной части охранная зона проходит по участкам полей, занятых посевами эспарцета, тимофеевки луговой и залежам, покрытым злаками и бурьянной растительностью с преобладанием пырея ползучего, бодяка полевого, полыни обыкновенной, мать-и-мачехи обыкновенной.
На лесных участках фауна охранной зоны представлена тем же набором основных видов позвоночных животных, что и территории заказника. Встречаются обыкновенный крот, обыкновенная бурозубка, лось, обыкновенная белка, рыжая полевка, малая лесная мышь, кабан, лесная куница, большой пестрый дятел, желна, ворон, сойка, рябинник, пеночка-трещотка, поползень, пухляк, лесной конек, зяблик, малый пестрый дятел, обыкновенная лазоревка, чечевица, обыкновенный соловей, чёрный и певчий дрозды, большая синица, пеночка-весничка, зарянка, пеночка-теньковка, зелёная пересмешка, славка-черноголовка, зяблик, травяная и остромордая лягушки.
На участках, проходящих по сельскохозяйственным полям, распространены преимущественно представители зооформации лугово-опушечных местообитаний, представленные также и в заказнике (полевая мышь, серые полевки, канюк, белая трясогузка, луговой чекан, обыкновенная овсянка, живородящая ящерица); кроме того, здесь присутствуют некоторые синантропные виды позвоночных животных, такие как домовая мышь, полевой и домовый воробьи, сорока, сизый голубь.

## Объекты особой охраны заказника
Охраняемые экосистемы: елово-широколиственные кустарниковые широкотравные леса и их производные мелколиственные с участием дуба, клёна и вяза лещиновые широкотравные; сырые осиново-березовые леса с черемухой и ольхой серой влажнотравно-широкотравные; висячие склоновые мшистые болота; пойменные луга и прибрежно-водная растительность реки Нары.
Места произрастания охраняемых в Московской области, а также иных редких и уязвимых видов растений, грибов и животных, зафиксированных на территории заказника, перечисленных ниже, а также европейской косули.
Охраняемые в Московской области, а также иные редкие и уязвимые виды растений:
- виды, занесенные в Красную книгу Московской области: лунник оживающий, подлесник европейский;
- виды, являющиеся редкими и уязвимыми таксонами, не включенные в Красную книгу Московской области, но нуждающиеся на территории области в постоянном контроле и наблюдении: волчеягодник обыкновенный или волчье лыко, пальчатокоренник Фукса, любка двулистная, колокольчики широколистный и персиколистный, купальница европейская и колючник Биберштейна, колокольчик крапиволистный.

Охраняемый в Московской области вид грибов, занесенный в Красную книгу Российской Федерации и Красную книгу Московской области: трутовик разветвленный.
Охраняемые в Московской области, а также иные редкие и уязвимые виды животных:
- виды, занесённые в Красную книгу Московской области: речная выдра, чёрный коршун, седой дятел, кедровка, обыкновенный зимородок, обыкновенная гадюка, обыкновенный уж, веретеница ломкая, цикада горная, бронзовка мраморная;
- виды, являющиеся редкими и уязвимыми таксонами, не включенные в Красную книгу Московской области, но нуждающиеся на территории области в постоянном контроле и наблюдении: многоцветница с-белое, адмирал, орденская лента голубая.